# Казімеж Липень
Казімеж Липень (пол. Kazimierz Lipień; нар. 6 лютого 1949, Ячкув, ґміна Чарни Бур, Валбжиський повіт, Нижньосілезьке воєводство — 12 листопада 2005, Нью-Йорк) — польський борець греко-римського стилю, дворазовий чемпіон та чотириразовий срібний призер чемпіонатів світу, триразовий чемпіон, срібний та дворазовий бронзовий призер чемпіонатів Європи, чемпіон та бронзовий призер Олімпійських ігор.

## Життєпис
Боротьбою почав займатися з 1965 року. Випускник технікуму для робітників (1972) та тренерського коледжу у Варшаві (1980).
Виступав за спортивні клуби MKS, Єленя-Ґура та Wisłoki Dębica, Дембиця. 13-разовий чемпіон Польщі. Вважається одним з найталановитіших польських борців.
Після закінчення своєї спортивної кар'єри в Польщі (1981), він відправився до Швеції (як тренер і спортсмен), де він виграв три титули в цій країні (1981, 1985 — в класичному стилі і 1982 — у вільному стилі). Працював тренером польської збірної з греко-римської боротьби.
Помер у віці 56 років, 12 листопада 2005 року в Нью-Йорку.

### Родина
Казімеж Липень мав брата-близнюка Юзефа Липеня. Останній теж був талановитим борцем і мав таку саму вагу, як і Казімеж. Але брати ніколи не змагалися один проти одного, тому Юзеф був змушений, щоб не боротися проти брата, весь час перед змаганнями зганяти декілька кілограмів, щоб виступити в нижчій ваговій категорії. Це, можливо, коштувало йому декількох титулів. Тим не менш, Юзеф зумів досягти значних успіхів. Він — чемпіон та дворазовий срібний призер чемпіонатів світу, бронзовий призер чемпіонату Європи, срібний призер Олімпійських ігор. Причому, на чемпіонаті світу 1973 року в Тегерані обидва брати стали чемпіонами.

## Спортивні результати на міжнародних змаганнях

### Виступи на Олімпіадах
| Змагання                    | Збірна | Вагова категорія                 | Місце  |
| --------------------------- | ------ | -------------------------------- | ------ |
| Літні Олімпійські ігри 1972 | Польща | греко-римська боротьба, до 62 кг | Бронза |
| Літні Олімпійські ігри 1976 | Польща | греко-римська боротьба, до 62 кг | Золото |
| Літні Олімпійські ігри 1980 | Польща | греко-римська боротьба, до 62 кг | 6      |

### Виступи на Чемпіонатах світу
| Змагання                        | Збірна | Вагова категорія                 | Місце  |
| ------------------------------- | ------ | -------------------------------- | ------ |
| Чемпіонат світу з боротьби 1971 | Польща | греко-римська боротьба, до 62 кг | Срібло |
| Чемпіонат світу з боротьби 1973 | Польща | греко-римська боротьба, до 62 кг | Золото |
| Чемпіонат світу з боротьби 1974 | Польща | греко-римська боротьба, до 62 кг | Золото |
| Чемпіонат світу з боротьби 1975 | Польща | греко-римська боротьба, до 62 кг | Срібло |
| Чемпіонат світу з боротьби 1977 | Польща | греко-римська боротьба, до 62 кг | Срібло |
| Чемпіонат світу з боротьби 1978 | Польща | греко-римська боротьба, до 62 кг | Срібло |

### Виступи на Чемпіонатах Європи
| Змагання                         | Збірна | Вагова категорія                 | Місце  |
| -------------------------------- | ------ | -------------------------------- | ------ |
| Чемпіонат Європи з боротьби 1972 | Польща | греко-римська боротьба, до 62 кг | Бронза |
| Чемпіонат Європи з боротьби 1973 | Польща | греко-римська боротьба, до 62 кг | Срібло |
| Чемпіонат Європи з боротьби 1974 | Польща | греко-римська боротьба, до 62 кг | 6      |
| Чемпіонат Європи з боротьби 1975 | Польща | греко-римська боротьба, до 62 кг | Золото |
| Чемпіонат Європи з боротьби 1976 | Польща | греко-римська боротьба, до 62 кг | Золото |
| Чемпіонат Європи з боротьби 1978 | Польща | греко-римська боротьба, до 62 кг | Золото |
| Чемпіонат Європи з боротьби 1979 | Польща | греко-римська боротьба, до 62 кг | Бронза |

### Виступи на інших змаганнях
| Змагання                           | Збірна | Вагова категорія                 | Місце  |
| ---------------------------------- | ------ | -------------------------------- | ------ |
| Гран-прі Німеччини з боротьби 1976 | Польща | греко-римська боротьба, до 68 кг | Бронза |
| Гран-прі Німеччини з боротьби 1978 | Польща | греко-римська боротьба, до 68 кг | Срібло |
| Гран-прі Німеччини з боротьби 1979 | Польща | греко-римська боротьба, до 68 кг | Бронза |
| Гран-прі Німеччини з боротьби 1980 | Польща | греко-римська боротьба, до 68 кг | Срібло |